# Панагия «ту Синди»
Монастырь Пресвятой Богородицы «ту Синди» (Синди, греч. Παναγία του Σίντη) — бывший монастырь Кипрской православной церкви. Расположен в долине гор Троодос, на западном берегу реки Ксерос-Потамос, в месте, где она встречается с рекой Аргаки-ту-Синди, близ деревни Пендалия (Пендалья), в районе Пафос Республики Кипр. Памятник кипро-венецианской архитектуры, находящийся под охраной ЮНЕСКО. В настоящее время имеет статус подворья ставропигиального Киккского монастыря.

## История
История монастыря до сегодняшнего времени изучена слабо. Известно, что монастырь был основан в XIII веке и освящён в честь Панагии (Богородицы) Элеуса. Об истории монастыря в Средние века известно крайне мало. Первоначально монастырь Пресвятой Богородицы «ту Синди» принадлежал ордену францисканцев и насчитывал несколько десятков монахов, занимавшихся сельским хозяйством, а также производством оливкового масла.
Первые письменные упоминания о монастыре Синди относятся к концу XV века. Монастырь упоминается в греческих и турецких документах XVI—XVIII веков, обнаруженных в монастырских архивах Киккского монастыря. На основании этих документов, можно прийти к выводу, что монастырь Синди вероятно был самостоятельным ещё в конце XVI века.
Вероятно, около 1542 года монастырь был существенно перестроен, став одним из замечательных строений периода венецианского владычества на Кипре. Захватившие в 1571 году Кипр турки-османы конфисковали монастырь, распродали его земли и попытались превратить монастырскую церковь Пресвятой Богородицы «ту Синди» в мечеть. Затем монастырь перешёл во владение Киккского монастыря, который использовал его территорию прежде всего для выращивания и хранения фруктов и овощей. В начале XVII века монастырь Синди был куплен неким турком, у которого позже был выкуплен христианами, очевидно, Киккским монастырём.
В 1735 году киевский паломник Василий Григорович-Барский во время своего путешествия по Кипру посетил и монастырь Пресвятой Богородицы «ту Синди», оставив следующее его описание в своей книге «Странствования по святым местам Востока с 1723 по 1747 г.»:

Принадлежит Богородице Кикку, откуда присылаются на послушанние иноки и смотрители, во время моего путешествия их было всего трое, ибо больше не позволяли турецкие налоговые правила. Стоит у дороги, на пустынном месте, имеет очень мало садовых деревьев и две мельницы (одна находится перед монастырём, а вторая на другом берегу реки), от работы которых получает некоторую прибыль; ещё имеет поля, пригодные к посевам, и несколько животных… Монастырь этот, ветхий летами, имеет вид добротного четырёхстороннего здания с просторным подворьем и кельями вокруг, с тремя входами (с востока, запада и юга) и колодцем посреди двора… а также с великолепным храмом с куполом и тремя дверьми (с запада, юга и севера)… снаружи и внутри искусно расписанным…
Когда в 1774 году был создан земельный регистр владений Киккского монастыря, в него были внесены сведения о монастыре Пресвятой Богородицы «ту Синди» и деревне Пендалия. Известно, что два настоятеля монастыря Киккос, Иосиф и его племянник Неофит, были родом из Пендалии и, возможно, имели прямое отношение к монастырю Пресвятой Богородицы «ту Синди». Один из них, Иосиф, был повешен по приказу турецкого наместника Кипра Кючюк Мехмета в начале Греческой революции 1821 года в числе многих греков-киприотов.
Кроме Григоровича-Барского, монастырь посещали и другие известные путешественники: Уильям Тернер в 1815 году, Джордж Джеффери (George Jeffery) в 1918 году и Руперт Ганнис в 1936 году, которые оставили описания монастырского комплекса.
В XIX веке, по свидетельству английского путешественника Уильяма Тернера, монастырь процветал, принимая многочисленных паломников. По сведениям Киккского монастыря, монастырь Пресвятой Богородицы «ту Синди» оставался действующим монастырём до 1927 года, затем обезлюдел. В начале 1950-х годов земли вокруг монастыря были распроданы жителям окрестных деревень Пендалия, Айия-Марина и Келокедара. Бесхозные монастырские постройки начали быстро разрушаться, превращаясь в развалины. Над монастырским комплексом нависла угроза полного разрушения. Действовала лишь церковь, однако её знаменитая икона Панагии типа Элеуса, датируемая XVI веком, в 1956 году была перевезена в монастырь Киккос (сейчас в церкви находится копия этой иконы), а остальные иконы — розданы другим кипрским церквям и монастырям.
В сентябре 1966 года департамент древностей Республики Кипр объявил монастырь Пресвятой Богородицы «ту Синди» памятником древности. В 1993 году Кипрская Организация по Туризму в сотрудничестве с ЮНЕСКО начала первые реставрационные работы на территории монастыря. В 1997 году монастырю была присуждена премия «Europa Nostra» за бережное сохранение памятника архитектуры и эффективные реставрационные работы на руинах монастыря. В настоящее время в отличном состоянии находится только монастырская церковь, в которой периодически проводятся православные службы, крещения и свадьбы.
Монастырский комплекс состоит из каменных построек в один-два этажа, частично руинированных, окружающих с четырёх сторон мощёный камнем двор. На южной стороне комплекса до сих пор располагается монастырская церковь, рядом с которой на восточной стороне находится вход в монастырь. Другие крытые ворота находится на северной стороне комплекса.
Монастырская церковь посвящена иконе Пресвятой Богородицы «ту Синди» и является примером франко-византийского однонефного типа церкви с куполом, сочетающей в себе элементы византийской и готической архитектуры. Купол церкви держится лишь на четырёх стенах, в ней нет ни одной колонны. Василий Григорович-Барский в своей книге рассказывал о монастырской церкви как об уникальном строении, в облике которого чувствуется влияние западной архитектуры францисканских монастырей. Во внешнем облике церкви действительно угадываются многие готические элементы, такие как заострённый свод, внутренние арки, арочный входной фронтон, богато украшенные обломы дверных косяков, окулюс, позволяющие датировать строительство церкви 2-й половиной XVI века.